# Прісцилла (фільм)
«Прісцилла» (англ. Priscilla) — художній фільм режисерки Софії Копполи про Прісциллу Преслі. Головні ролі в картині зіграли Кейлі Спейні та Джейкоб Елорді.

## Сюжет
Літературною основою сценарію фільму стала автобіографічна книга Прісцілли Преслі «Елвіс і я». Неочікуване знайомство з Елвісом Преслі перевертає життя юної Прісцилли. Король рок-н-ролу оточує її увагою, вишуканими подарунками... і стінами свого палацу. Дівчина навіть не мріяла про весілля з кумиром мільйонів, та невдовзі вони стають головною парою Америки. Але чим обернеться це солодке й безтурботне життя?

## У ролях
| Актор                  | Роль                         |
| ---------------------- | ---------------------------- |
| Кейлі Спейні           | Прісцилла Больє              |
| Джейкоб Елорді         | Елвіс Преслі                 |
| Дагмара Домінчик       | Енн Больє                    |
| Рейн Монро Боланд      | Ліза Марі Преслі             |
| Арі Коен               | Пол Больє                    |
| Тім Пост               | Вернон Преслі, батько Елвіса |
| Лінн Гріффін           | бабуся «Доджер»              |
| Родріго Фернандес-Стол | Алан «Свинячі вуха»          |
| Ден Абрамович          | Джеррі Шиллінг               |
| Р. Остін Болл          | Ларрі Геллер                 |
| Олівія Барретт         | кухарка Альберта             |
| Стефані Мур            | Ді, мачуха Елвіса            |
| Люк Хамфрі             | Террі Вест                   |
| Еван Анісетт           | Майк Стоун                   |

## Виробництво
Проєкт було анонсовано у вересні 2022 року. Софія Коппола стане режисером фільму та напише сценарій за мотивами книги Прісцілли Преслі. Головні ролі у картині зіграють Кейлі Спені та Джейкоб Елорді. Зйомки розпочалися у жовтні 2022 року в канадському Торонто. Прокатом картини США займеться компанія A24.

## Нагороди
| Рік  | Нагорода (або фестиваль)                | Категорія                                                         | Отримувач                                               | Результат |
| ---- | --------------------------------------- | ----------------------------------------------------------------- | ------------------------------------------------------- | --------- |
| 2023 | Венеційський кінофестиваль              | Золотий лев                                                       | Софія Коппола                                           | Номінація |
| 2023 | Венеційський кінофестиваль              | Кубок Вольпі за найкращу жіночу роль                              | Кейлі Спейні                                            | Перемога  |
| 2023 | Кінофестиваль у Мілл-Веллі              | Кіновиробництво                                                   | Софія Коппола                                           | Перемога  |
| 2023 | Міддлбурзький кінофестиваль             | Премія співавторів                                                | Софія Коппола, Стейсі Баттат                            | Перемога  |
| 2023 | Готем                                   | Найкраща головна роль                                             | Кейлі Спейні                                            | Номінація |
| 2023 | Асоціація кінокритиків Чикаго           | Найкращий дизайн костюмів                                         | Стейсі Баттат                                           | Номінація |
| 2023 | Премія VHS                              | Найкращий дизайн костюмів                                         | Стейсі Баттат                                           | Перемога  |
| 2024 | Золотий глобус                          | Найкраща жіноча роль — драма                                      | Кейлі Спейні                                            | Номінація |
| 2024 | Кінопремія «Вибір критиків»             | Найкращі зачіски та макіяж                                        | «Прісцилла»                                             | Номінація |
| 2024 | Премія Лондонського гуртка кінокритиків | Проривний виконавець року                                         | Кейлі Спейні                                            | Номінація |
| 2024 | Вибір народу                            | Зірка драматичного кіно року                                      | Джейкоб Елорді                                          | Номінація |
| 2024 | Супутник                                | Найкраща жіноча роль у фільмі, комедії або мюзиклі                | Кейлі Спейні                                            | Номінація |
| 2024 | Artios Awards                           | Видатні досягнення в кастингу – повнометражна або незалежна драма | Ніколь Деніелс, Кортні Брайт, Джон Бьюкан, Джейсон Найт | Номінація |